# Sarah Paxton
Sara Paxton sinh ngày 25 tháng 4 năm 1988, là một diễn viên kiêm ca sĩ người Mỹ. Cô sinh ra và lớn lên tại California, và bắt đầu sự nghiệp diễn xuất của mình tự rất sớm. Cô đã xuất hiện trong nhiều chương trình truyền hình và được nhiều người biết đến sau khi cô nhận một vai trong series phim "Darcy's Wild Life" năm 2004. Paxton cũng xuất hiện trong những bộ phim nổi tiếng như Sleepover, Aquamarine, Return to Halloweentown và Superhero Movie.

## Sự nghiệp diễn xuất
Paxton sinh ra tại Woodland Hills, Los Angeles, California, là con một trong một gia đình "phức tạp". Cha của cô - Steve Paxton là một doanh nhân mang dòng máu Ái Nhĩ Lan và Châu Âu - có quan hệ với diễn viên Bill Paxton. Mẹ của cô - bà Lucia - là một nha sĩ đến từ Monterrey, México. Vì vậy, Paxton có thể nói tiếng Tây Ban Nha, mặc dù không được lưu loát. Mẹ của Paxton là người Do thái và cha cô là người Judaism - trước khi kết hôn với Lucia, ông Steve đã chuyển qua chủng tộc Do Thái. Từ khi còn nhỏ, Paxton đã có giấc mơ được xuất hiện trước công chúng. Đôi khi, cô ăn mặc thật đẹp và đến trường với một phong cách khác. Cô lớn lên ở thung lũng San Fernando, chọn một trường trung học phổ thông thay vì học tại nhà, và cô tốt nghiệp tháng 6 năm 2006.
Paxton nói rằng cô đã mong muốn được làm một ca sĩ kiêm diễn viên. Tuy vậy cô bắt đầu lại bắt đầu sự nghiệp diễn viên đầu tiên. Vai đầu tiên của cô là một vai nhỏ trong phim của danh hài Jim Carrey năm 1997, Liar Liar. Suốt năm 1990 đến đầu năm 2000, cô bắt đầu xuất hiện trên những chương trình tivi, bao gồm cả một vai trong vở opera, một vai thường trong series "Greetings from Tucson", và là một vai rất nhỏ trong phim của Disney Chanel - Lizzie McGuire, trong đó Paxton đóng vai lớp trưởng cũ của Lizzie. Năm 2003, Paxton đóng một vai trong Haunted Lighthouse - một bộ phim 3-D của R. L. Stine. Cô cũng đóng vai Lana trong "CSI:: Miami."
Lần đầu tiên Paxton được chú ý là sự xuất hiện của cô trong "Sleepover" - một bộ phim được công chiếu tháng 7 năm 2004. Cũng là mùa hè năm ấy, cô cũng xuất hiện trong một tập của series "Summerland". Paxton đóng vai Sarah Borden - một cô gái tuổi teen gặp rắc rối với một anh chàng (do Jesse McCartney đóng). Tiếp đó, cô nhận vai chính Darcy Fields trong phim "Darcy's Wild Life" - một bộ phim được quay tại một nông trại ở Toronto. Nhạc của bộ phim, "Take A Walk" cũng do Paxton trình bày. Năm 2006, cô nhận được giải thưởng Emmy cho vai diễn Darcy Fields. Năm 2005, Paxton dành ra 3 tháng tại Australia cho bộ phim Aquamarine. Trong phim, Paxton đóng vai cô nàng người cá Aquamarine cùng với Emma Roberts và JoJo. Bộ phim được trình chiếu ngày 3 tháng 6 năm 2006 và thu về 7.5 triệu trong tuần đầu tiên công chiếu. Những người xem - bao gồm cả diễn viên Reese Witherspoon và Goldie Hawn nhận xét rằng Paxton là một cô gái đầy sức sống và khiến người ta luôn phải chú ý. Paxton thu âm bài "Connected" cho nhạc nền phim. Bài hát này cũng được sử dụng trong "Barbie and the Diamond Castle" - thu âm lại bởi Katherine McPhee.
Paxton cũng nhận một vai trong "The Secrect Life of Water" - tập đầu của series phim "Planet H2O" được chiếu vào tháng 4 năm 2006 trên tivi. Tháng 5 cùng năm, Paxton xuất hiện trong series phim "Pepper Dennis" trong vai một cô nàng diễn viên tuổi teen. Tiếp đó, Paxton nhận vai chính trong "Return to Halloweentown" đóng cùng với Lucas Grabeel, thay thế cho Kimberly J.Brown trong series Halloweentown của Disney Chanel. Paxton đã phải nhuộm tóc thành màu nâu cho vai diễn trong phim. Bộ phim được công chiếu ngày 20 tháng 10 năm 2006. Paxton dành suốt mùa hè năm 2006 tại đảo Vancouver cho bộ phim "The Party Never Stops: Diary of a Bringe Drinker". Trong phim, cô đóng vai Jessie - một cô học sinh trung học. Paxton tâm sự rằng đây là một vai diễn "rất khác biệt". Bộ phim được công chiếu trong tháng 5 năm 2007. Vai diễn tiếp theo của Paxton là vai trong bộ phim hài "Sydney White" - đóng cùng với Amanda Bynes và Matt Long. Bộ phim được bắt đầu quay ngày 12 tháng 2 năm 2007 ở Orlando, Florida và được công chiếu ngày 21 tháng 9 năm 2007. Sau dó, cô tham gia vào "Superhero Movie" - bộ phim được quay tháng 9 năm 2007 và được công chiếu ngày 28 tháng 3 năm 2008. Cô cũng giúp ngôi sao Drake Bell thu âm bản nhạc nền cho bộ phim, "Superhero! Song". Paxton ký hợp đồng với Hãng Epid Records trong khi cô đang quay Aquamarine. CD của cô - "The Ups and Downs" - được phát hành tháng 3 năm 2007. Paxton cũng ký hợp đồng cho vai diễn chính trong "The last House on the Left" - bộ phim được bắt đầu quay trong tháng 3 năm 2008.

## Cuộc sống riêng tư
Khác với những ngôi sao khác - khi có sự nghiệp thì sẽ bắt đầu học tại nhà - Paxton lại nghĩ rằng học tại trường là một việc rất quan trọng. "Trau dồi kiến thức cho bản thân là một việc rất cần thiết" - Paxton nói. Năm 2006, cô gửi đơn vào trường đại học điện ảnh của California nhưng lại không được chấp nhận. Cô cũng tiết lộ rằng cô muốn làm việc với những người am hiểu lịch sử (vì Paxton rất hứng thú với lịch sử học) và cô rất muốn lập một công ty riêng cho bản thân. Paxton có nuôi 1 chú chó tên Jenny (tròn 11 tuổi vào năm 2007) và một chú chó Chihuahua tên Coco Chanel. Cô là bạn thân với 2 đồng nghiệp trong Aquamarine - JoJo và Emma Roberts. Cô không có một bữa tiệc Bat Mitzvah vì quá bận rộn với sự nghiệp diễn xuất, mặc dù cô nói rằng cô "ao ước được tổ chức bữa tiệc đó".

## Những phim đã đóng
1997: Liar Liar - vai cô bé tại trường học và bữa tiệc (vai phụ)
1998: Soldier - vai Angie; Two of a Kind - vai cô gái không nhà (Tập:: A Very Carrie Christmas)
1999: SpongeBob SquarePants - vai Kid Fish
2000: Beyond Belief: Fact or Fiction - vai cô gái bé nhỏ
2001: Hounded Tracy
2003: Haunted Lighthouse - vai Ashley
2004: Sleepover - vai Staci; Malcolm in Middle - vai Angela; Summerland - vai Sarah Borden
2006: Darcy's Wild Life - vai Darcy Fields, Aquamarin] - vai người cá Aquamarine; Return to Halloweentown - vai Marnie Piper/hoàng hậu Slendora Agatha Cromwell (lúc trẻ)
2007: The Party Never Stops: Diary of a Blinge Drinker - vai Jesse Tanner; Sydney White - vai Rachel
2008: Superhero Movie - vai Jill Johson; The Last House on the Left - vai Mari Collingwood; Wizards of Waverly Place - vai Millie (tập "Credit Check").